# Mistrovství České republiky v cyklokrosu 2010
Mistrovství České republiky v cyklokrosu 2010 se konalo 9. ledna 2010 v Táboře .
Mistrovství bylo 9. a zároveň posledním závodem sezony 2009/10 českého poháru v cyklokrosu. Závodu se zúčastnili závodníci kategorií elite a do 23 let. Okruh závodu měřil  3 300 m a závodníci ho absolvovali sedmkrát. Ze 39 závodníků jich 5 nedokončilo.

## Přehled
| Poř.             | Jméno           | Čas         |
| ---------------- | --------------- | ----------- |
| Zlatá medaile    | Zdeněk Štybar   | 1:00:04 h   |
| Stříbrná medaile | Petr Dlask      | + 00:38 min |
| Bronzová medaile | Martin Bína     | + 00:47 min |
| 4                | Martin Zlámalík | + 00:47 min |
| 5                | Radomír Šimůnek | + 02:28 min |
| 6                | Ondřej Bambula  | + 02:40 min |